# Szlak Renesansu Lubelskiego

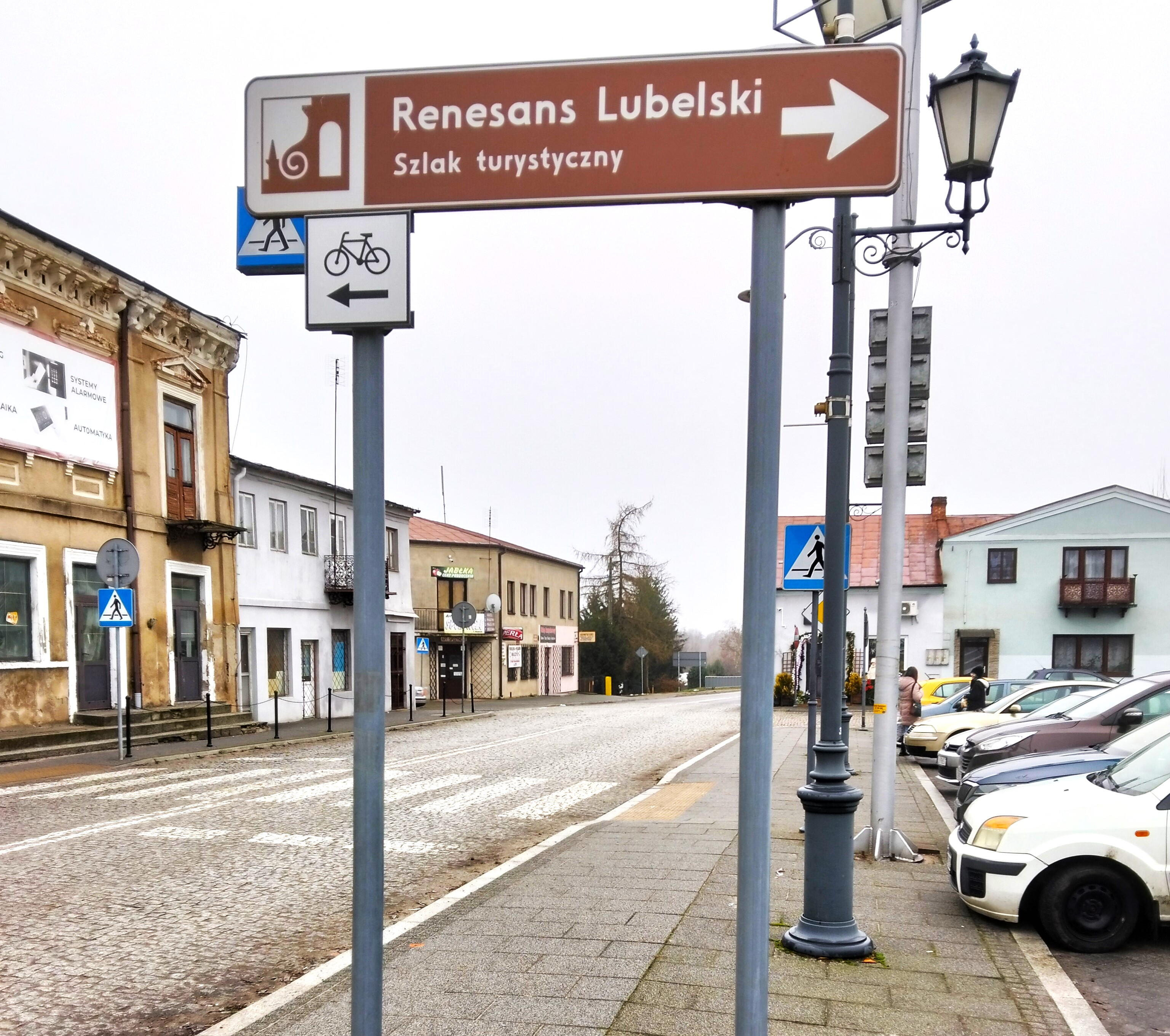
Tablica szlaku na Rynku w Kocku

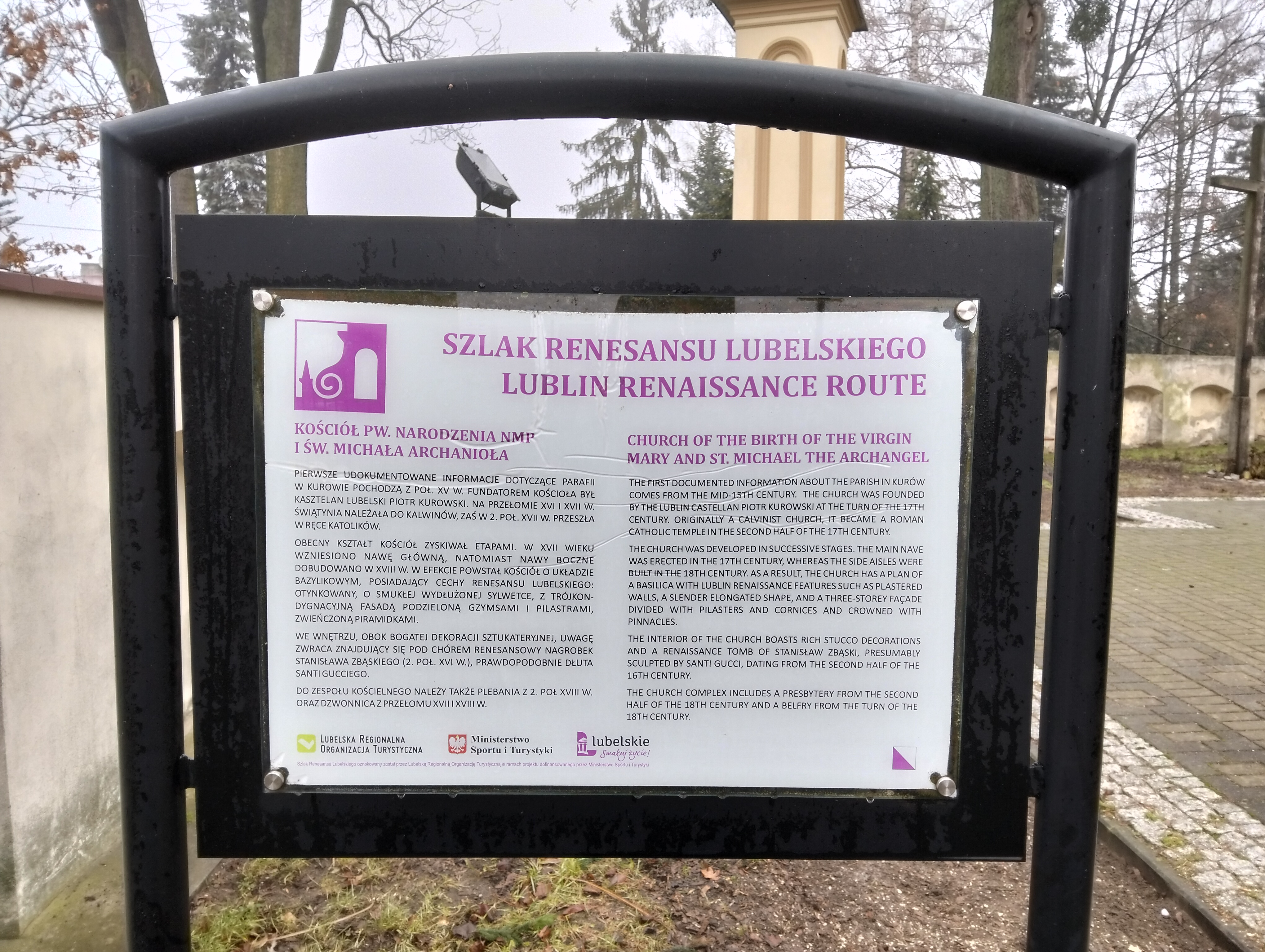
Tablica informacyjna przy kościele Narodzenia NMP i św. Michała Archanioła w Kurowie

Szlak Renesansu Lubelskiego – trasa turystyczna w Polsce, przebiegająca przez województwo lubelskie.
Szlak stworzony został przez Lubelską Regionalną Organizację Turystyczną w maju 2013 w celu promocji dziedzictwa architektury regionu lubelskiego i renesansu lubelskiego. Szlak łączy 42 zabytkowe obiekty, głównie sakralne, posiadające wyraźne cechy charakterystyczne dla renesansu lubelskiego. Na trasie szlaku znajduje się 250 tablic drogowych w języku polskim i angielskim informujących o przebiegu szlaku.

## Przebieg szlaku

### Lublin
- Kościół św. Ducha w Lublinie
- Kościół Nawrócenia św. Pawła w Lublinie
- Kościół Matki Bożej Zwycięskiej w Lublinie
- Kościół Niepokalanego Poczęcia NMP w Lublinie
- Kościół św. Józefa Oblubieńca NMP w Lublinie
- Kościół św. Mikołaja w Lublinie
- Sobór Przemienienia Pańskiego w Lublinie
- Kościół św. Agnieszki w Lublinie
- Kościół Matki Bożej Wspomożenia Wiernych w Lublinie
- Kościół św. Wojciecha w Lublinie
- Bazylika św. Stanisława Biskupa Męczennika w Lublinie

### Dys
- Kościół św. Jana Chrzciciela w Dysie

### Krasienin
- Kościół Narodzenia NMP i św. Sebastiana w Krasieninie

### Markuszów
- Kościół św. Ducha w Markuszowie

### Kurów
- Kościół Narodzenia Najświętszej Maryi Panny i św. Michała Archanioła w Kurowie

### Końskowola
- Kościół św. Anny w Końskowoli

### Janowiec
- Kościół św. Stanisława biskupa i męczennika i św. Małgorzaty w Janowcu

### Kazimierz Dolny
- Kościół farny pw. Jana Chrzciciela i św. Bartłomieja w Kazimierzu Dolnym
- Kościół św. Anny i św. Ducha w Kazimierzu Dolnym
- Spichlerze w Kazimierzu Dolnym

### Wilków
- Kościół św. Floriana i św. Urszuli w Wilkowie

### Bełżyce
- Kościół Nawrócenia św. Pawła w Bełżycach

### Czerniejów
- Kościół św. Wawrzyńca w Czerniejowie

### Gardzienice
- Pałac w Gardzienicach

### Łęczna
- Kościół św. Marii Magdaleny w Łęcznej

### Bobrowniki
- Kościół Nawiedzenia Najświętszej Maryi Panny w Bobrownikach

### Gołąb
- Kościół św. Floriana i św. Katarzyny w Gołębiu

### Kock
- „Stara Plebania” w Kocku

### Kodeń
- Bazylika św. Anny w Kodniu

### Krupe
- Zamek w Krupem

### Modliborzyce
- Kościół św. Stanisława Biskupa i Męczennika w Modliborzycach

### Radzyń Podlaski
- Kościół Trójcy Świętej w Radzyniu Podlaskim

### Czemierniki
- Kościół św. Stanisława w Czemiernikach

### Rybitwy
- Kościół pw. Wszystkich Świętych w Rybitwach

### Szczebrzeszyn
- Kościół św. Mikołaja w Szczebrzeszynie
- Kościół św. Katarzyny w Szczebrzeszynie

### Turobin
- Kościół św. Dominika w Turobinie

### Wilkołaz
- Kościół św. Jana Chrzciciela w Wilkołazie

### Wojsławice
- Kościół św. Michała Archanioła w Wojsławicach

### Zamość
- Katedra pw. Zmartwychwstania Pańskiego i św. Tomasza Apostoła w Zamościu
- Synagoga w Zamościu

### Uchanie
- Kościół Wniebowzięcia Najświętszej Maryi Panny w Uchaniach